# 한스 드리슈

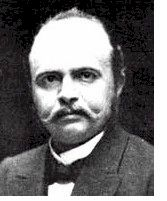

한스 드리슈(Hans Driesch, 1867-1941)는 독일의 발생학자이다.
예나에서 태어나 예나와 그 밖의 대학에서 수학했다. 에른스트 헤켈의 문하생으로 나폴리의 임해 실험소에서 동물의 실험 발생학적 연구에 종사하였다. 성게 알의 실험에서 알의 조화된 분화를 강조하고, 루를 기계론적이라고 비판, 엔텔레히의 원리(아리스토텔레스의 엔테레케이아(entelekheia：배 속에 포함될 목적으로서의 자율 인자를 채용하는 사고 방식)를 도입하여 조화된 발생 과정을 설명하고 신생기론을 제창. 뒤에 관념론적·철학적 경향을 띠게 되었다.

## 같이 보기
- 에른스트 헤켈
- 빌헬름 루
- 한스 슈페만